# Evangelisches Krankenhaus Hamm
Das Evangelische Krankenhaus Hamm ist ein Akutkrankenhaus an der Werler Straße 110 in Hamm.

## Geschichte
Das Städtische Krankenhaus an dieser Stelle wurde 1892 errichtet. Es ging am 1. Juli 1969 in Trägerschaft der evangelischen Kirche über.
Das heutige Gebäude wurde am 1. Juli 1969 in Betrieb genommen.
Die Märkische Kinderklinik, 1921 gegründet und seit 1931 an der Werler Straße situiert, wurde ab 1. Januar 1974 unter der Trägerschaft des Evangelischen Krankenhauses Hamm geführt. Der Neubau des Krankenhauses für Küche, Cafe und Eingangshalle wurde am 17. April 1989 eingeweiht. Die Kinderabteilungen aus der Werler Straße 130 zogen am 1. Oktober 1999 an den Nordenwall 22. Die Neubauten der Klinik für Kinder- und Jugendmedizin an der Werler Straße 130 begannen 2003. 2011 kam das Haus unter die Trägerschaft der Valeo Kliniken GmbH.
Mit Stand 2024 verfügt das Haus über 425 Betten. Jährlich werden mehr als 20.000 Patienten stationär und rund 45.000 Patienten ambulant behandelt. Geschäftsführer ist Christoph Heller.